# 許松山
許松山（1937年7月10日—2019年12月7日）是臺灣的漫畫家，筆名貿淞，出生於高雄縣橋頭鄉（今改制成高雄市橋頭區）。

## 人物
高中畢業後，許松山在農會上班。許松山早年受到日本漫畫家白土三平的影響，之後又吸納了布袋戲的菁華、電影的流行文化，陽剛味十足的戰鬥是他最喜愛的創作形式。他的作品線條流暢、構局壯觀、情節緊湊，頗受讀者青睞。當年，臺灣漫畫界流傳「南許北游」兩大武俠巨匠的佳話，「南許」說的是許松山，「北游」指的是游龍輝，由此可見1960年代他們在臺灣漫畫界的分量。

## 簡歷
- 1958年受弟弟許華良的鼓舞而進入漫畫界。第一部作品《封神演義》由藝昇出版社出版。
- 1960年代他創作了《封神演義》、《武林皇帝》、《雄獅》、《神拳流星》、《大神秘》、《大力金剛兒》、《虎豹獅象》、《石頭仙童》、《霸掌神拳》等上百種，總計千冊傑作，成為最多產的漫畫家。
- 1960年代末期，許松山眼見《王子》發行受歡迎，《模範》、《天龍》相繼出刊也湊熱鬧的辦了一本《中國少年》，但經營不利。
- 1969年之後，他又收了秋月、上官平、楊鎮宇、林立男、陳家進等十多個徒弟，在老東家藝昇出版社的招牌下，大量出版由他起稿、徒弟完稿的作品，還發行了旭欣、張白岩及他自己的漫畫合輯雙日刊。
- 1976年在漫畫家陳慶熇指導下，畫國立編譯館輔導臺灣志成出版社與漢麟出版社出版之歷史畫冊《蔣總統秘錄史畫》。
- 1979年後，他畫了一系列宗教漫畫，如「城隍爺」、「大道公」、「媽祖」、「觀音大士」等，並在邱錫勳鼓勵下往純藝術書方向發展，以朱砂畫了神佛畫，開了多場畫展，再造人生第二次高峰。
- 1979年7月10日接受伊士曼小咪出版社社長呂墩建的邀請，擔任《小咪漫畫周刊》總編輯。
- 1982年6月26日，許松山與國立編譯館簽約編繪歷史畫冊《中華民國建國史》，每頁稿費新臺幣450元，每冊約160頁，由國立編譯館編審(漫畫審查制主要負責人)江治華編寫腳本，約定同年12月1日交稿。至1984年5月，許松山向國編館提出第一冊128頁完稿，同時向國編館提出要求，希望從第二冊起依「一般出版社之稿費…十六開約七百元」，將稿費增至八百元。國編館內部簽文往來過程中，許松山又願再調至700元。最後，國立編譯館決定許松山必須在1985年6月前完稿，每冊128頁，畫稿審查通過後，國編館再提供每冊兩萬元的助理費。[2]
- 2017年獲得第八屆金漫獎特別貢獻獎。

## 作品一覽
- 《封神演義》
- 《武林皇帝》
- 《雄獅》
- 《神拳流星》
- 《大神秘》
- 《大力金剛兒》
- 《虎豹獅象》
- 《石頭仙童》
- 《霸掌神拳》
- 《王子》